# ابن أبي الحديد
عز الدين عبد الحميد بن هبة الله بن أبي الحديد هو أحد أبرز علماء وكتاب المعتزلة في عصره. من كتبه كتاب شرح نهج البلاغة. توفي في 656 هجرية الموافق لـ 1258 ميلادية.

## نبذة
عزّ الدّين أبو حامد عبد الحميد بن هبة الله بن محمّد بن محمّد بن حسين بن أبي الحديد المدائنيّ. ولد بالمدائن في العراق في اليوم الأوّل من ذي الحجّة سنة (586هـ) / 1190م.
وكان عالماً شهيراً ذا رأي في ميدان التّاريخ، والأدب، والفقه، والكلام. جدّ في طلب العلوم المتداولة في عصره منذ نعومة أظفاره، ثمّ رحل إلى بغداد إبّان شبابه. وفي تلك الحاضرة الّتي كانت عاصمة العلم في العالم الإسلاميّ يوماً ما تعلّم الفقه والكلام واشترك في أوساطها الأدبيّة. ونقل صاحب كتاب «نسمة السَّحَر» أنّه كان في بداية أمره شيعيّاً غالياً، ثمّ مال إلى الاعتزال. ولمّا كان متأثّراً بآراء الجاحظ ـ وتطرّق إليها في كتابه ـ فقد صار معتزليّاً جاحظيّاً.
وتسنّم في بغداد مكانةً مرموقةً. وكانت له علاقات وثيقة بوزير المستعصم: ابن العلقميّ العالم. وأصبح في عداد كتّاب ديوان دار الخلافة بفضله، فكان كاتب دار التّشريفات أوّلاً، ثمّ كاتب الخزانة، وبعد ذلك كاتب الدّيوان.
وكان ناظر الحلّة في سنة (642هـ)، ثمّ وزيراً للأمير علاء الدّين الطبرسيّ، كما ذكرت دائرة المعارف الإسلاميّة الكبرى. بعد ذلك صار ناظراً للمستشفى العضديّ، ثمّ ناظراً لمكتبات بغداد.
وكان شاعراً مقتدراً وأديباً عالماً مع مزاولته للمناصب الحكوميّة المذكورة الّتي استمرّت حتّى آخر عمره. وذكره صاحب كتاب «نسمة السَّحَر في ذكر من تشيّع وشعر» في عداد الشعراء المائلين إلى التشيّع، وعدّه ابن شاكر الكتبي شاعراً مشهوراً.
قال شعراً في أغراض شعريّة متنوّعة من مدح، ورثاء، وحكمة، ووصف، وغزل. ومع ذلك كلّه غلب على شعره المناجاة والعرفان، وأورد بعض أشعاره في شرحه على النّهج.
وكان شافعيّ الفقه والأصول، معتزليّ الكلام إذ يُنسب إلى مدرسة بغداد في الاعتزال ويرى رأيها في تفضيل عليٍّ على الخلفاء الثّلاثة، لكنّه لا يعدّ الأفضليّة شرطاً للإمامة، كما قال في بداية كتابه: «الحمد لله الّذي قدّم المفضول على الفاضل».
يحوم خلاف حول تاريخ وفاته، فذهب البعض، كابن شاكر الكتبي وابن كثير، إلى أنّه توفّي سنة (655هـ)، وذهب بعض آخر كالذّهبيّ وصاحب «نسمة السّحر» إلى أنّه مات سنة (656هـ)، وكذلك دائرة المعارف الإسلاميّة الكبرى.

## مصنفاته
مصنّفات ابن أبي الحديد:
ترك ابن أبي الحديد مصنّفات عديدة، ذكرت دائرة المعارف الإسلاميّة الكبرى أنها خمسة عشر. وأورد محمّد أبو الفضل إبراهيم في مقدّمته على الشّرح أسماء ستّة عشر منها، هي:
1. الاعتبار على كتاب الذّريعة في أُصول الشّريعة، وهو شرح لذريعة الشّريف المرتضى.
2. انتقاد المستصفى، وهو نقد لكتاب «المستصفى في الأُصول» للغزاليّ.
3. الحواشي على كتاب المفصّل في النّحو.
4. شرح المحصّل، وهو شرح لكتاب المحصل الكلاميّ للفخر الرّازيّ.
5. شرح مشكلات الغُرَر لأبي الحسين البصريّ، وقد أوضح فيه ما أشكل في الكتاب الكلاميّ المذكور.
6. ديوان شعره.
7. زيادات النّقضين.
8. شرح نهج البلاغة.
9. شرح «الياقوت» لابن نوبخت في علم الكلام.
10. العبقريّ الحسان، وهو مجموعة من مختارات الكلام، والتّاريخ، والشّعر، ونظائرها.
11. الفلَك الدّائر على المثل السّائر، وهو نقد على كتاب «المثل السّائر في أدب الكاتب والشّاعر» لابن الأثير الجزريّ.
12. القصائد السّبع العلَويّات أو السّبع العلوّيات، وهي قصائد في مدح النّبي صلّى الله عليه وآله، وعليّ عليه السّلام، وفتح خيبر، وفتح مكّة، واستشهاد الإمام الحسين عليه السّلام، نظمها سنة (611هـ).
13. المستنصريّات.
14. نظم فصيح ثعلب، وهو نظم لكتاب «الفصيح» لثعلب.
15. نقض المحصول في علم الأُصول، وهو نقد وردّ على كتاب «المحصول في علم الأُصول» للفخر الرّازيّ.
16. الوشاح الذّهبيّ في العلم الأبيّ.

ومن الجدير ذكره أنّ في دائرة المعارف الإسلاميّة مصنَّفَين آخرين سوى المذكورات، وهما: «شرح آيات البيات» للزمخشريّ، وهو كتاب كلاميّ، و «شرح منظومة ابن سينا» وهو كتاب طبّيّ.

## وصلات خارجية
- لتحميل كتاب شرح نهج البلاغة لابن أبي الحديد المعتزلي